# Лал, Мохиндер
Мохиндер Лал (англ. Mohinder Lal, 1 июня 1936, Насик, Британская Индия — 1 июля 2004, Испания) — индийский хоккеист (хоккей на траве), полузащитник. Олимпийский чемпион 1964 года, серебряный призёр летних Олимпийских игр 1960 года.

## Биография
Мохиндер Лал родился 1 июня 1936 года в индийском городе Насик.
Играл в хоккей на траве за Индийские железные дороги.
В 1960 году вошёл в состав сборной Индии по хоккею на траве на Олимпийских играх в Риме и завоевал серебряную медаль. Играл на позиции полузащитника, провёл 5 матчей, мячей (по имеющимся данным) не забивал.
В 1964 году вошёл в состав сборной Индии по хоккею на траве на Олимпийских играх в Токио и завоевал золотую медаль. Играл на позиции полузащитника, провёл 7 матчей, забил 3 мяча (по одному в ворота сборных Испании, Австралии и Пакистана).
Умер 1 июля 2004 года в Испании.